# Challenger de Drummondville 2016
El Challenger Banque Nationale de Drummondville 2016 fue un torneo profesional de tenis. Pertenece al ATP Challenger Series 2016. Se disputó su 10.ª edición sobre superficie dura, en Drummondville, Canadá entre el 14 y el 20 de marzo de 2016.

## Jugadores participantes del cuadro de individuales
| Favorito | País                        | Jugador         | Rank1 | Posición en el torneo    |
| -------- | --------------------------- | --------------- | ----- | ------------------------ |
| 1        | Bandera de Japón            | Yūichi Sugita   | 99    | Primera ronda            |
| 2        | Bandera de Estados Unidos   | Austin Krajicek | 101   | Segunda ronda            |
| 3        | Bandera de los Países Bajos | Igor Sijsling   | 150   | Segunda ronda            |
| 4        | Bandera del Reino Unido     | Daniel Evans    | 157   | CAMPEÓN                  |
| 5        | Bandera de Argentina        | Renzo Olivo     | 167   | Cuartos de final, retiro |
| 6        | Bandera de Bélgica          | Yannick Mertens | 198   | Segunda ronda            |
| 7        | Bandera de Estados Unidos   | Tommy Paul      | 225   | Primera ronda            |
| 8        | Bandera de Estados Unidos   | Daniel Nguyen   | 240   | Primera ronda            |

- 1 Se ha tomado en cuenta el ranking del 7 de marzo de 2016.

### Otros participantes
Los siguientes jugadores recibieron una invitación (wild card), por lo tanto ingresan directamente al cuadro principal (WC):
- Félix Auger-Aliassime
- Filip Peliwo
- Peter Polansky
- Denis Shapovalov

Los siguientes jugadores ingresan al cuadro principal tras disputar el cuadro clasificatorio (Q):
- Winston Lin
- Hugo Nys
- Nicolás Jarry
- Tim van Rijthoven

## Campeones

### Individual Masculino
- Daniel Evans derrotó en la final a  Edward Corrie,

### Dobles Masculino
- James Cerretani /  Max Schnur derrotaron en la final a  Daniel Evans /  Lloyd Glasspool, 3–6, 6–3, [11–9]